# Chinese crested dog
Chinese crested dog är en hundras som finns i två varianter, nakenhund, som är naken och powder puff, hundar som föds med fluffigt hår, ofta i samma kull. Ursprunget är från Kina, men den organiserade aveln inleddes i Storbritannien som därmed räknas som rasens hemland.

## Historia
Hårlösa hundar beskrivs i kinesisk litteratur från 1400-talet. De fördes med handelsskepp som handelsvara runt om i världen. Rasen beskrevs av naturvetaren Robert Plot (1640–1696) i hans The Natural History of Staffordshire 1686. Den nederländske målaren Gerard David (1460–1528) hade en nakenhund med på en tavla om Jesus korsfästelse. Kynologen John Henry Walsh (1810–1888) beskrev 1882 den kinesiska nakenhunden som den kinesiska ätliga hunden i The dogs of the British Islands. I Storbritannien visades de på djurpark och på hundutställning från 1860-talet till 1904. En rasstandard skrevs. Men inte förrän 1965 återinfördes rasen, denna gång från USA och rasklubben bildades. I USA hade rasen visats på utställningar mellan 1885 och 1926 och en stambok har förts sedan 1930-talet.

## Egenskaper
Chinese crested dog är en sällskapshund. Den är en aktiv, tillgiven och sällskaplig ras. Rasen är vänlig, lekfull och gladlynt, men kan vara reserverad mot främlingar, framförallt den nakna varianten. Den har en stark flockkänsla, men är detta till trots ändå självständig. Den är lyhörd men kan vara envis och behöver en stadig hand och en konsekvent uppfostran för att bli lydig. Som en livlig och rörlig hund uppskattar den att få röra på sig, men motionsbehovet är inte extremt. Förutom regelbundna promenader är tillfälle till rasting och lek utan koppel bra för hundens fysik. Agility kan fungera bra, om hundens intresse för uppgiften kan bibehållas. Lydnadsträning kan under samma förutsättning också fungera. Rasen ställs även ut på hundutställningar.

## Utseende

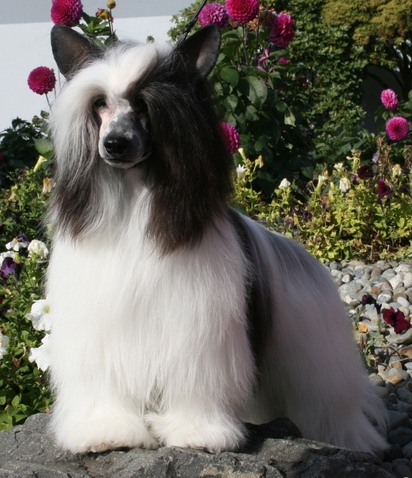
Powder Puff

Den hårlösa varianten, nakenhunden, är resultatet av ett genetiskt anlag för hårlöshet, som hos den här rasen är dominant. Helt utan hår är nakenhunden dock inte, utan hjässan, öronen, svansen och tassarna är pälsförsedda. Den hårlösa kroppen ska vara slät vid beröring. Den behårade varianten av rasen, den så kallade powder puff, har päls över hela kroppen. Chinese crested dog kan fungera för en del allergiker, dock inte för alla. Säkra belägg för att det är en allergivänlig ras saknas.
Mankhöjden ska enligt rasstandarden vara 28–33 centimeter hos hanen och 23–30 centimeter hos tiken. Maxvikten är 5,5 kilogram och normal livslängd är 12–15 år.[källa behövs]
Rasen ska vara medellång till lång i sin kroppslängd och ha mandelformade ögon som är så mörka att de förefaller svarta.

### Färger

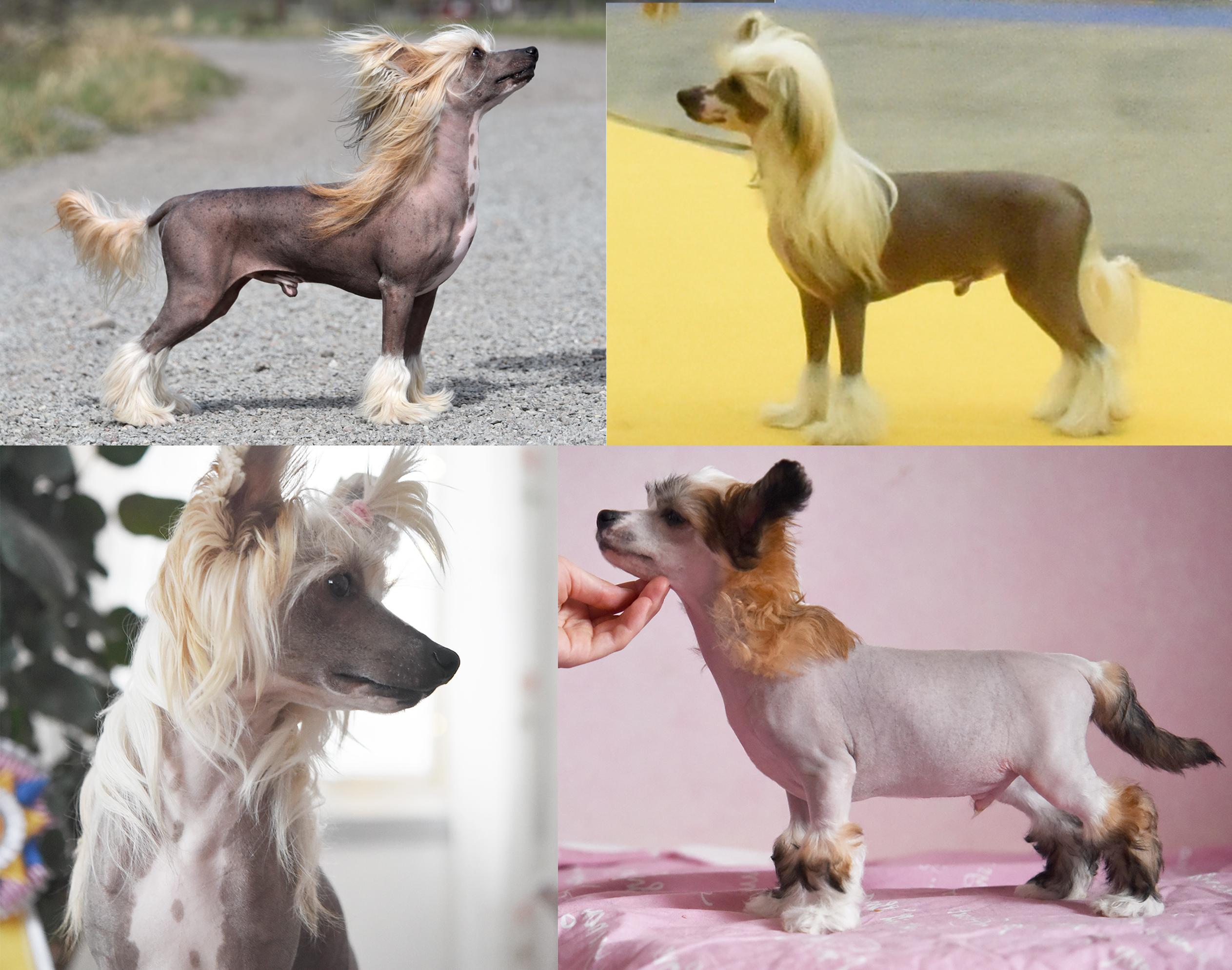
Färgändringar; längst ned från höger: några veckor; 11 månader; 9 månader; 4 år.

Chinese Crested Dog är en annorlunda hundras när det kommer till dess färg, speciellt när det kommer till puffarna. Majoriteten av alla puffar ändrar nämligen färg minst en gång under sitt liv, och många som föds mörka bleks. En puff som föds vit och inte ändrar färg de första veckorna håller sig nästan alltid vit, och detsamma gäller de individer som föds svarta eller svarta och vita. Dock finns det valpar som ser svarta ut, men bleknar. Detta går oftast att se nästan direkt i valpens hårbotten, då stråna är ljusare där. Bruna eller röda valpar behåller mycket sällan sin färg.
Dock är det inte ovanligt att rasen ändrar färg under hela livet. Det finns många puffar som föds nästan svarta, för att nästan bli helt vita (silver, gråvita eller nästan helt vita). Sedan kan de skifta fram och tillbaka. Detsamma är inte helt ovanligt för de viltfärgade puffarna.
Den hårlösa varianten ändrar ofta färg mellan vinter och sommar, men under åren kan även dessa individer fylla i mer eller mindre. Vissa valpar som föds med mycket lite spottar (eller prickar) kan fylla i nästan hela kroppen och bli nästintill helkroppsfärgade. Även cresten på de nakna kan ändras markant, men det är ofta bundet till specifika färger.

### Avel
En valp ärver alltid en gen från vardera föräldradjuren, en från hanhunden och en från tiken, antingen en pälsgen eller en nakengen. Om hunden får en pälsgen och en nakengen blir det en nakenhund. Om den får två pälsgener blir det en powder puff. Skulle hunden ärva två nakengener så dör den i fosterstadiet. Powder puff genen kan inte avlas bort. Två powder puff hundar kan heller aldrig få nakna valpar, eftersom anlagen saknas. Hårlösheten är genetiskt kopplad till tandanlaget, och hos den nakna varianten av rasen är tandförluster vanliga, men hos powder puff ska tanduppsättningen vara fullständig. Förutom tandförlusterna är det en frisk ras.

### Skötsel
Båda varianterna behöver badas eller duschas regelbundet, ungefär en gång i veckan, och en powder puff behöver sedan borstas och fönas för att pälsen inte ska tova igen. All päls som lossnar fastnar i borsten, men är hunden inte tovig lossnar minimalt med hår. Nakenhunden kan behöva hudkräm, men det tillhör inte vanligheterna. Båda varianterna rakas normalt sett i ansiktet, powder puff även i ett V ner på halsens framsida.
Den nakna hunden är mer frusen än puffen, och behöver täcke vid längre promenader om det regnar ute eller är kallt. Den nakna varianten ligger också oftare i solen, medan powder puffen hellre håller sig i skuggan varma sommardagar. Om man har en vit eller väldigt ljus hårlös så kan lite solkräm eller en soltröja behövas. Dock brukar huden vänja sig desto äldre hunden blir, och som vuxna brukar vissa ljusa hundar behöva en soltröja bara om solen gassar hela dagen, precis som vissa människor.